# Caso Lindaci Viegas
O caso Lindaci Viegas refere-se ao homicídio por envenenamento com terbufós de Lindaci Viegas Batista de Carvalho no dia 20 de maio de 2023 no bairro Vila Isabel, na cidade do Rio de Janeiro. Susane Martins da Silva está presa, aguardando julgamento, acusada de homicídio duplamente qualificado, provocado por envenenamento e motivo fútil. Ela também é investigada por forjar provas contra o ex-companheiro, Mário Sérgio Gravital, pivô do crime, e pode ser processada por corrupção de menores por envolver um filho no caso e por porte ilegal de arma de fogo.
O crime foi tema de reportagens do Domingo Espetacular e do Fantástico no dia 28 de maio. "A morte foi rápida. Ela sequer chegou viva ao hospital", disse Fábio Souza, o delegado responsável pelo caso.

## Contexto
Lindaci, que trabalhava como cuidadora de idosos, tinha dois filhos adolescentes à data de sua morte, frutos de um primeiro casamento, com Alexandre de Carvalho. Posteriormente ela conheceu Mário Sérgio Gravital, com quem ficou durante quatro anos. Após o término, Mario conheceu Suzane, mas a relação do casal sempre foi considerada "conturbada” e eles chegaram a se separar duas vezes. Lindaci continuou mantendo contato com Mário e também tinha uma boa relação com o pai de seus filhos, conforme testemunhas.
Mario, à época do crime, estava preso com base na Lei Maria da Penha, após ser acusado, uma segunda vez, por Suzane de ameaça. No entanto, no dia 25 de maio de 2023 sua soltura foi determinada pelo Tribunal de Justiça do Rio porque Suzane havia forjado as provas contra o ex-companheiro. Márcio Gratival, irmão e advogado de Mário, contou que "ele foi preso no dia 29 de novembro do ano passado, mas no dia 16 de dezembro ele foi posto em liberdade por conta de uma liminar. Ela invadiu as redes sociais dele; meu irmão é um idoso e a justiça determinou que ele fosse preso novamente. Então, desde 27 de abril ele está na prisão".

## Crime

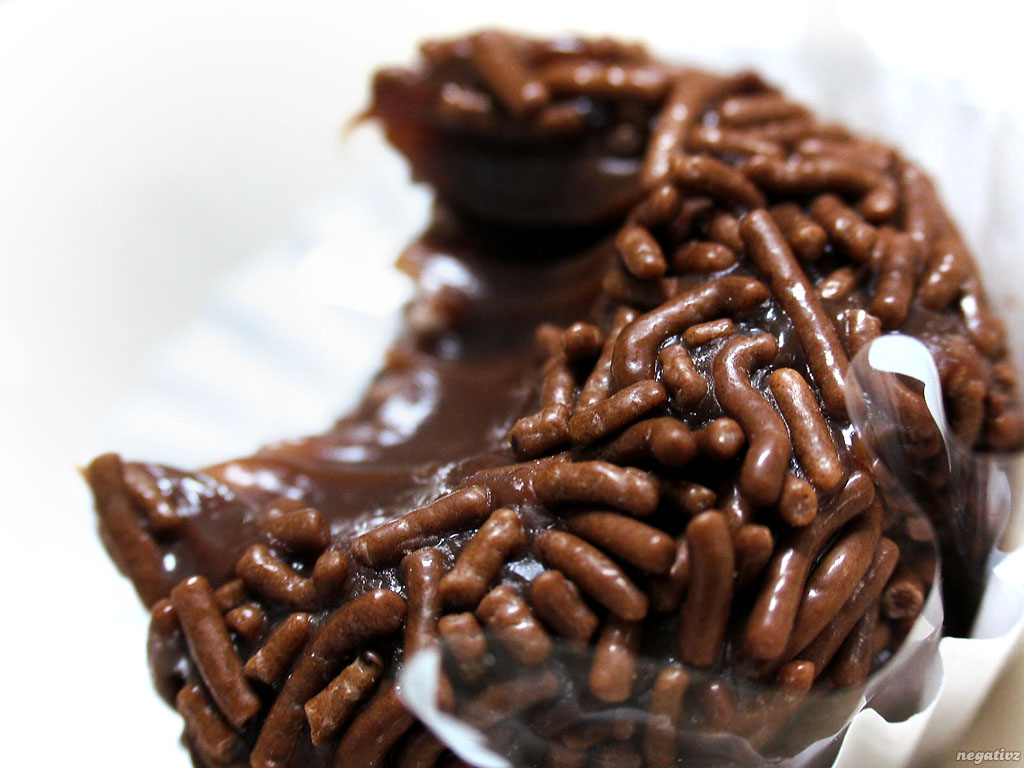
Brigadeiro: tipo de doce que foi enviado para a vítima e que estava envenenado com chumbinho

No sábado de 20 de maio, dia de seu 54º aniversário, bem cedo, Lindaci recebeu uma ligação em que um motoboy avisava que tinha uma entrega para ela. Desconfiada, ela pediu para que o pacote fosse deixado na loja do ex-marido, onde posteriormente pegou o presente, que não tinha nome de remetente, e seguiu para um salão de beleza por volta das 13 horas da tarde onde ia se arrumar para comemorar o aniversário à noite. Lá, segundo as profissionais do salão (Gisele, Thelma e Tatiana), ligou para amigos e parentes para saber quem havia enviado as flores e uma caixa com uma barra de chocolate e brigadeiros e revelou que tinha medo de comer os doces "porque eles poderiam estar envenenados". Gisele disse que falou para ela: "me dá aqui que eu vou comer". "Eu comi um pedaço da barra, que parecia crocante", revelou no Fantástico.
Lindaci já vinha recebendo ameaças de Suzane, entre elas uma mensagem de texto numa rede social que dizia: "falo pouco, mas faço muito". Após receber o presente, disse num áudio para uma amiga: "essa mulher está atrás de mim agora; não está satisfeita com o que aconteceu com meu ex; ela está mandando encomenda para o meu aniversário; eu sei que é ela".
No entanto, conversando com o ex-marido, pai de seus filhos, este disse que havia sido o responsável por enviar o presente. Com isto, ela e as atendentes do salão comeram os doces. Com a confiança de que o presente tinha sido enviado por Alexandre, a vítima  "pegou um pedaço grande de uma barra" e comeu, segundo Thelma. A irmã de Lindaci, Lenice, disse no Fantástico que o ex-marido fez isto para "se gabar" e que estava se sentindo "muito ruim (...) muito culpado" após o crime ter sido desvendado. Na primeira oitiva do caso, o filho mais velho da vítima, Daniel, confirmou: "Ele quis tirar proveito, se redimir por erros do passado".
Horas depois, após sair do salão, ela ligou para uma amiga e disse: "eu vou te falar, eu tô falando contigo, eu tô tontinha. Tô muito tonta. Vou sentar aqui porque eu tô um pouco tonta. Tô sentindo aqui, forte". Lindaci passou mal na rua - segundo Tatiana, 40 minutos depois de sair do salão - e foi levada para o Hospital Federal do Andaraí por policiais, que depois contataram o filho mais velho dela, Daniel, que avisou sua tia Lenice. "Tia, um policial disse que minha mãe está no hospital do Andaraí passando mal".
Uma sobrinha de Lindaci, Fernanda Batista, revelou que foi no hospital que a família desconfiou de envenenamento, após o filho da vítima e um tio comerem parte dos chocolates. “No hospital, quando a minha tia Lenice soube que ela [Lindaci] estava passando mal, ela deu as coisas da minha tia para o meu primo segurar. E nisso, ele viu o chocolate e comeu, e o meu tio também comeu. E nisso deles comendo, eles sentiram um negócio diferente na boca. E aí eles começaram a catar as bolinhas do chumbinho na boca e colocaram em um papel e, na dúvida, eles foram até o guarda perguntar. E o guarda confirmou que era chumbinho".
"A tragédia poderia ter sido imensa", disse Fernanda, o que também é a opinião das atendentes do salão. "Sábados aqui [salão] é muito movimentado e tem até crianças". Tatiana também disse que quando Lenice ligou para avisar que Lindaci tinha tido um infarto, logo respondeu: "não, ela foi envenenada".
Lenice disse no Fantástico que quando chegou no hospital Lindaci já estava morta, mas que a médica ainda havia tentado manobras de reanimação.

### A dinâmica do crime
A dinâmica [aproximada] do crime no dia 20 de maio:
- 8h05min: Lindaci recebe um telefonema de um entregador que avisa sobre a entrega de um presente[6]
- 8h30min: flores e bombons são entregues na loja do ex-marido de Lindaci
- 12h30min: Lindaci retira o presente
- 13h: Lindaci vai a um salão de beleza onde ela e as atendentes comem os chocolates; a vítima come uma parte grande de uma barra
- 16h: Lindaci deixa o salão
- 16h40min: Lindaci passa mal na rua e é levada ao hospital por policiais
- 18h: Lindaci é declarada morta no hospital

## Investigações
O motoboy Lucas Bernardes [ou Lucas Borges ou Lucas Bernard] foi essencial para que o crime fosse desvendado. Horas após fazer a entrega, ele foi ameaçado por Suzane, que fingiu ser um traficante: "tu fica menor; eu vou te achar". Até aquele momento, Lucas sequer sabia do caso do envenenamento. Depois de ver o caso repercutir na imprensa, ele se deu conta de que havia sido ele a fazer a entrega ao reconhecer as flores e a caixa de chocolates, após o que procurou a polícia para prestar depoimento. "Quando acordei, vi a reportagem de uma senhora que morreu com um bombom e pensei 'quem fez essa entrega fui eu'", disse.
Com a repercussão, Suzane procurou Bernardes para que ele lhe desse o celular e, assim, pudesse apagar as mensagens comprometedoras. Ela não sabia que o motoboy já havia procurado a polícia. "Na hora liguei para o delegado (...) ela tentou correr, mas segurei o braço dela e a entreguei para a polícia", disse Bernardes no Fantástico.
De acordo com o portal do jornal Extra, "um menino menor de idade entregou o buquê e o chocolate para que ele [motoboy] levasse até a casa do namorado [ex-marido] de Lindaci" (...) e "na delegacia, ele [Bernardes] reconheceu por fotos a identidade do menino". O jovem era filho de Suzane, que deve responder processo também por corrupção de menor.
Análises dos doces feitos pelo perito criminal Daniel Busquet detectaram o veneno terbufós no produto. Busquet disse no Fantástico: "tinha uma quantidade considerável nos confeitos e como ele tem uma alta toxicidade, uma pequena quantidade já pode levar uma pessoa a óbito".

### Motivação
Os policiais acreditam que o crime foi motivado por ciúmes, já que Susane não aceitava a amizade entre Mário e Lindaci.

## Prisão, julgamento e pena
Suzane foi presa no dia 25 de maio por policiais da 20ª DP na Rua Pantoja, bairro de Acari, na Zona Norte do Rio. Posteriormente, na casa da suspeita a polícia encontrou uma arma, com a qual ela havia ameaçado Lindaci em mensagens, além de dois pacotes de veneno do tipo chumbinho.
Segundo o delegado no Domingo Espetacular, ela foi presa preventivamente porque poderia "fazer mal" às testemunhas, no caso o motoboy e o filho. "Ela tem essa sede de vingança. Ela não mede esforços e não se preocupa com as consequências disso", disse Fábio Souza.
Em outubro de 2023 a a primeira audiência de instrução e julgamento foi realizada na 1ª Vara Criminal da Capital.